# Santiago Mariño
Pour les articles homonymes, voir Santiago (homonymie) et Mariño.
Santiago Mariño est l'une des dix-huit municipalités de l'État d'Aragua au Venezuela. Son chef-lieu est Turmero. En 2011, la population s'élève à 211 010 habitants.

## Géographie

### Subdivisions
La municipalité est divisée en cinq paroisses civiles avec, chacune à sa tête, une capitale (entre parenthèses) :
- Alfredo Pacheco Miranda (San Joaquín) ;
- Arevalo Aponte (Rosario de Paya) ;
- Chuao (Chuao) ;
- Samán de Güere (19 de Abril) ;
- Turmero (Turmero).